# Corozal Town
Corozal Town è una città del Belize. È la capitale del distretto di Corozal. Corozal Town si trova circa 84 miglia a nord della città di Belize e a 9 miglia dal confine col Messico. La popolazione è di circa 8 100 abitanti. La città è stata costruita in gran parte su rovine di una città maya, il cui insediamento è chiamato dagli archeologi "Rovine di Santa Rita" ma il nome maya era Chetumal. La città è stata gravemente attaccata dall'uragano Janet nel 1955 e fu praticamente ricostruita da capo subito dopo.